# Estrella variable Beta Cephei
Las estrellas variables Beta Cephei son un tipo de estrellas variables que presentan variaciones en su brillo debido a pulsaciones en la superficie de la estrella. El punto de máximo brillo corresponde aproximadamente a la máxima contracción de la estrella. Las variaciones típicas están entre 0,01 y 0,03 magnitudes y los períodos entre 0,1 a 0,6 días. El arquetipo de estas variables, la estrella Beta Cephei, a la que deben su nombre, presenta una oscilación en su brillo de magnitud aparente +3,16 a +3,27 con un período de 4,57 horas.
Son estrellas de tipo espectral B0-B3, que en el diagrama de Hertzsprung-Russell se sitúan ligeramente por encima de la secuencia principal, con magnitudes absolutas entre -3 y -5. Actualmente se supone que son estrellas que están abandonando la secuencia principal y sufren por ello una lenta expansión y una disminución de su densidad, lo que conlleva un aumento en el período de pulsación.
Estas estrellas no deben ser confundidas con las estrellas variables Cefeidas, llamadas así por Delta Cephei.

## Principales variables Beta Cephei
| Nombre        | Denominación de Bayer | Tipo espectral  | Magnitud aparente máxima | Amplitud de la variación (magnitudes) |
| ------------- | --------------------- | --------------- | ------------------------ | ------------------------------------- |
| Hadar o Agena | Beta Centauri         | B1 III          | 0,61                     | 0,045                                 |
| Becrux        | Beta Crucis           | B0.5 IV         | 1,23                     | 0,08                                  |
| Shaula        | Lambda Scorpii        | B1.5 IV         | 1,62                     | 0,06                                  |
| Murzim        | Beta Canis Majoris    | B1 II-III       | 1,93                     | 0,07                                  |
|               | Épsilon Centauri      | B1 III          | 2,29                     | 0,02                                  |
|               | Alfa Lupi             | B1.5 III        | 2,29                     | 0,05                                  |
| Girtab        | Kappa Scorpii         | B1.5 III        | 2,41                     | 0,01                                  |
|               | Alfa Muscae           | B2 IV-V         | 2,68                     | 0,05                                  |
| Decrux        | Delta Crucis          | B2 IV           | 2,78                     | 0,06                                  |
|               | Gamma Pegasi          | B2 IV           | 2,78                     | 0,11                                  |
| Al Niyat      | Sigma Scorpii         | B2 III + O9.5 V | 2,86                     | 0,08                                  |
|               | Épsilon Persei A      | B0.5 V          | 2,88                     | 0,12                                  |
| Alfirk        | Beta Cephei           | B2 III          | 3,16                     | 0,11                                  |
|               | Delta Lupi            | B1.5 IV         | 3,20                     | 0,04                                  |

Fuente: Variables of b Cephei type (Alcyone)